# Olivier Ameisen
Pour les articles homonymes, voir Ameisen.
Olivier Ameisen, né le 25 juin 1953 à Boulogne-Billancourt (Seine) et mort le 18 juillet 2013 à Paris 6e, est un cardiologue franco-américain.

## Biographie
Olivier Ameisen est né de parents juifs polonais.
Il obtient son baccalauréat en fin de seconde et entame aussitôt des études de médecine en 1969 après avoir été tenté par une carrière de pianiste classique.
Pendant son service militaire, il est le médecin de Matignon (1980-1981).
Il s'installe aux États-Unis en 1983, cardiologue à l'hôpital presbytérien de New York. Il exerce cette spécialité aux États-Unis jusqu'en 1998.
Après des recherches exhaustives dans la littérature médicale, il fait une découverte qui sera publiée en 2004 : l'utilisation d'un décontractant musculaire, le baclofène, pour soigner l'alcoolisme chronique.
Ce médicament — qu’il s’est auto-administré quotidiennement en adaptant un protocole utilisé dans des modèles animaux – l'a guéri de son alcoolisme comme il le raconte dans son livre Le dernier verre publié en 2008.
Il se lance dans une lutte acharnée afin de faire reconnaître ce myorelaxant qui supprime le craving (envie irrépressible de boire) lié à l'alcool. Cela devient le « combat de sa vie » durant lequel il doit faire face à de nombreuses polémiques de la part d'addictologues qui conservent leur faveur au traitement de l'alcoolisme par l’abstinence.
Plusieurs associations de patients et de médecins se créent : Aubes, Baclofène, Resab, ainsi que Ameisen.
Un essai clinique est lancé en 2012. Son traitement sera officiellement reconnu par l'ANSM le 3 juin 2013 lors d'un colloque à l'hôpital Cochin.
Il meurt le 18 juillet 2013 dans le 6e arrondissement de Paris d'un infarctus du myocarde. Il est inhumé au cimetière du Montparnasse.

## Entourage familial
Son père, Emanuel, avait été ingénieur en France après avoir suivi des études à Grenoble dans les années 1930. Engagé volontaire, il avait été fait prisonnier de guerre, envoyé dans un stalag pour Juifs en Poméranie pendant que son épouse, Claire Ameisen, était arrêtée, déportée de France  à Auschwitz. Libéré, il revient en France où il dirigera, entre autres, l'entreprise d'Helena Rubinstein, épouse de son oncle, l'éditeur Edward Titus. Sa mère, Janine, artiste peintre, a été condisciple en philosophie à l'Université de Cracovie du futur Jean-Paul II avant d'être déportée. Elle est survivante d'Auschwitz. Son frère, Jean Claude Ameisen, est connu notamment pour sa présidence du Comité consultatif national d'éthique en France, sa sœur, Éva Ameisen, est stomatologue et auteur-compositeur.

## Publications
- Le Dernier Verre, Denoël, 2008, 288 p.